# Naturschutzgebiet Bergehalde Pluto-Wilhelm
Das Naturschutzgebiet Bergehalde Pluto-Wilhelm ist ein rund 12,3 ha großes Naturschutzgebiet im Stadtteil Wanne der nordrhein-westfälischen Großstadt Herne. Es wurde 2005 auf einer Bergehalde der ehemaligen Zeche Pluto eingerichtet. Die Unterschutzstellung dient der Erhaltung eines Sekundärbiotops im urban-industriellen Umfeld.
Durch das Naturschutzgebiet führen einige Wege. Seit 2014 steht auf dem Haldenplateau eine kleine Aussichtskanzel, die einen guten Rundblick in die Umgebung bietet.